# Aeropuerto Internacional de Corfú-Ioannis Kapodistrias
El Aeropuerto Internacional de Corfú-Ioannis Kapodistrias (en griego Κρατικός Αερολιμένας Κέρκυρας «Ιωάννης Καποδίστριας») o Aeropuerto Internacional Ioannis Kapodistrias (IATA: CFU, OACI: LGKR) es un aeropuerto en la isla griega de Corfú. Ofrece vuelos regulares y chárter a varios destinos europeos. El tráfico aéreo se eleva fuertemente durante la temporada de verano, entre abril y octubre. 
El Aeropuerto Internacional Ioannis Kapodistrias recibe su nombre de Juan Capo d'Istria distinguido diplomático europeo de Corfú y primer gobernador de Grecia. Está ubicado a 3 kilómetros al sur de Corfú y medio kilómetro al norte de Pontikonisi. La aproximación y aterrizaje, en dirección noreste, ofrece a los pasajeros una espectacular vista aérea de Pontikonisi y el Monasterio de Vlajerna así como de las colinas Kanoni, de las que la pista se encuentra a escasos centenares de metros.
El aeropuerto ofrece vuelos de cabotaje de Olympic Airlines y Aegean Airlines, pero la gran mayoría de tráfico se produce mediante vuelos chárter en la temporada de verano.
La mayoría de los vuelos chárter se producen los lunes y los viernes, por la poca tranquilidad durante el resto de la semana, ya que el aeropuerto se encuentra junto a Corfú.
Existe una parada de taxis y bus afuera de la terminal. Conecta el aeropuerto con el resto de poblaciones de la isla.
El aeropuerto era el destino del Vuelo 28M de British Airtours, que se estrelló durante el despegue en el Aeropuerto de Mánchester en el Reino Unido.

## Aerolíneas y destinos

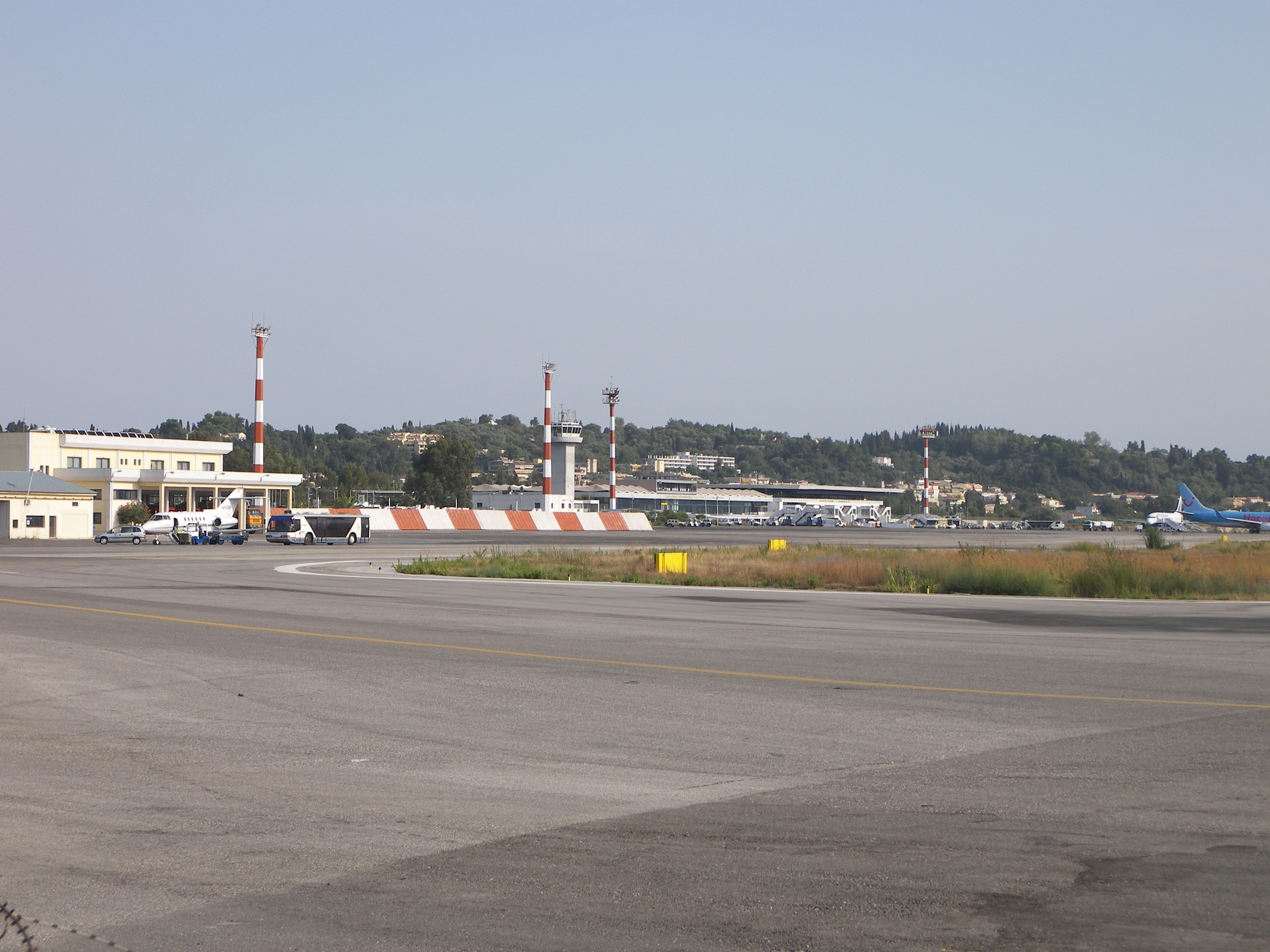
Instalaciones secundarias del aeropuerto Kapodistrias.

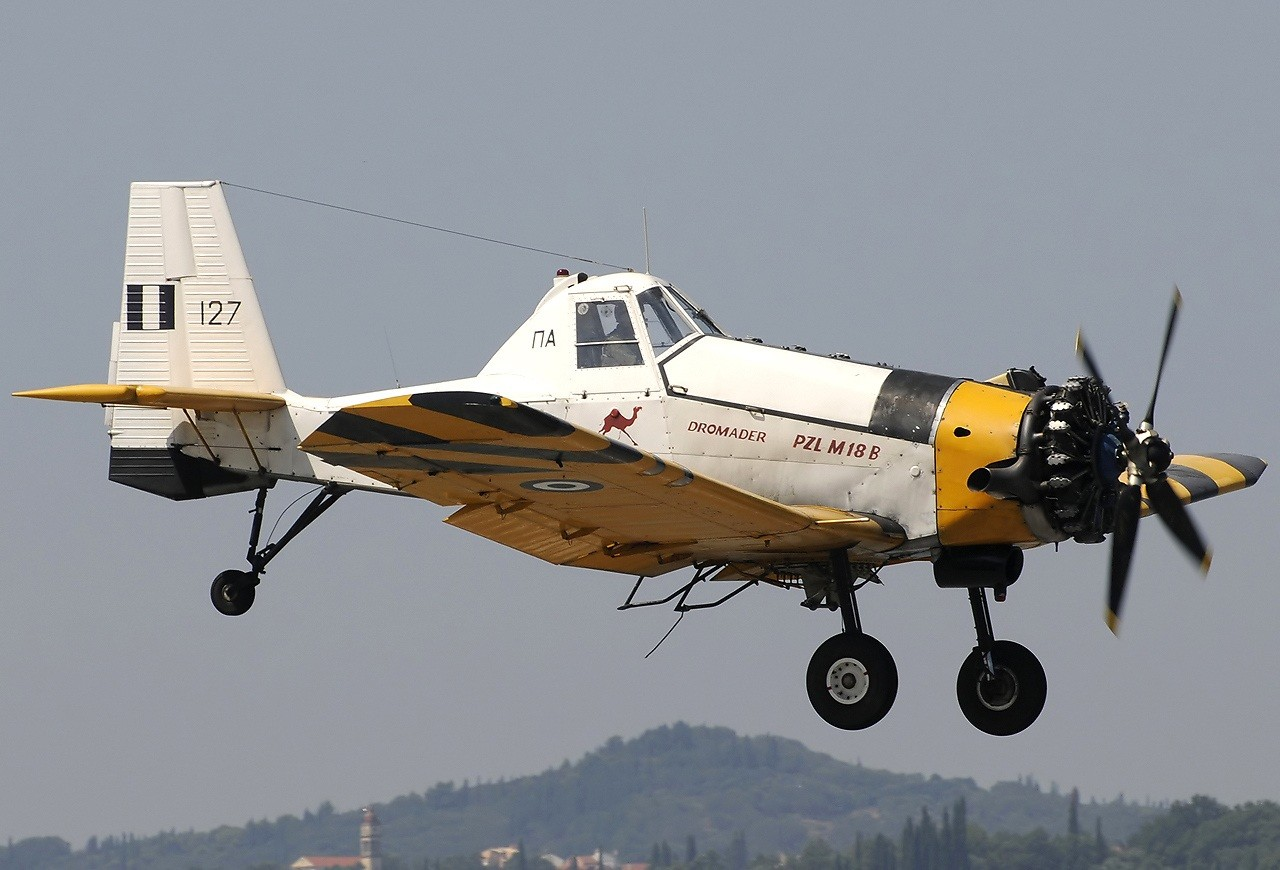
Un M-18B Dromader de la Fuerza Aérea Griega aterrizando en el Aeropuerto Internacional de Corfú.

| Aerolíneas                      | Destinos |
| ------------------------------- | --- |
| Aegean Airlines                 | Atenas, Heraclión (inicia 6 de junio de 2024) |
| Aer Lingus                      | Estacional: Dublín |
| Air France                      | Estacional: Marsella, Paris–Charles de Gaulle |
| Air Serbia                      | Estacional: Belgrado |
| airBaltic                       | Estacional: Riga |
| Animawings                      | Estacional: Bucarest–Otopeni |
| Austrian Airlines               | Estacional: Viena |
| Avion Express                   | Chárter estacional: Vilna |
| Braathens International Airways | Chárter estacional: Copenhague |
| British Airways                 | Estacional: Londres–Gatwick, Londres–Heathrow |
| Brussels Airlines               | Estacional: Bruselas |
| Buzz                            | Chárter estacional: Katowice |
| Chair Airlines                  | Estacional: Zúrich |
| Condor Flugdienst               | Estacional: Düsseldorf, Fráncfort, Hamburgo, Leipzig/Halle, Munich, Stuttgart |
| Corendon Airlines               | Estacional: Colonia/Bonn, Düsseldorf, Hannover, Núremberg |
| Corendon Dutch Airlines         | Estacional: Ámsterdam |
| Discover Airlines               | Estacional: Fráncfort, Múnich |
| easyJet                         | Estacional: Ámsterdam, Basilea/Mulhouse, Belfast–Internacional, Berlín, Birmingham (inicia 1 de mayo de 2024), Bristol, Edimburgo, Ginebra, Liverpool, Londres–Gatwick, Londres–Luton, Lyon, Manchester, Milán–Malpensa, Nantes (inicia 27 de junio de 2024), Nápoles, París–Charles de Gaulle, Venecia (inicia 24 de junio de 2024) |
| Edelweiss Air                   | Estacional: Zúrich |
| Enter Air                       | Chárter estacional: Gdańsk, Katowice, Poznań |
| Eurowings                       | Estacional: Colonia/Bonn, Düsseldorf, Graz, Hamburgo, Praga, Salzburgo, Stuttgart |
| Finnair                         | Estacional: Helsinki |
| flydubai                        | Estacional: Dubái–Internacional |
| Freebird Airlines Europe        | Chárter estacional: Leipzig/Halle |
| GetJet Airlines                 | Chárter estacional: Vilna |
| Iberia                          | Estacional: Madrid |
| Iberia Express                  | Estacional: Madrid |
| Israir                          | Estacional: Tel Aviv |
| ITA Airways                     | Estacional: Milán–Linate, Roma–Fiumicino |
| Jet2.com                        | Estacional: Birmingham, Bristol, East Midlands, Edimburgo, Glasgow, Leeds/Bradford, Liverpool (inicia 3 de mayo de 2024), Londres–Stansted, Manchester, Newcastle upon Tyne |
| LOT Polish Airlines             | Estacional: Varsovia–Chopin |
| Lufthansa                       | Estacional: Múnich |
| Luxair                          | Estacional: Luxemburgo |
| Marabu                          | Estacional: Hamburgo, Múnich |
| Neos                            | Estacional: Milán–Malpensa, Tel Aviv, Verona |
| Norwegian Air Shuttle           | Estacional: Copenhague, Oslo, Riga (inicia 4 de mayo de 2024) |
| Ryanair                         | Estacional: Aarhus, Atenas, Barcelona, Bérgamo, Berlin, Birmingham, Bolonia, Bratislava, Breslavia, Bucarest–Otopeni, Budapest, Charleroi, Colonia/Bonn, Cracovia, Dublín, East Midlands, Edimburgo, Gdańsk, Hahn, Karlsruhe/Baden-Baden, Liverpool (inicia 31 de marzo de 2024), Londres–Stansted, Mánchester, Marsella, Memmingen, Milán–Malpensa, Münster/Osnabrück, Nápoles, Niš, Núremberg, Pisa, Poznań, Praga, Roma–Ciampino, Shannon, Sofía, Estocolmo–Arlanda, Teesside, Tel Aviv, Salónica, Toulouse, Treviso, Turin, Verona, Viena, Vilna, Varsovia–Modlin, Weeze, Zagreb |
| Scandinavian Airlines           | Estacional: Copenhague Chárter estacional: Gotemburgo, Estocolmo–Arlanda |
| SkyAlps                         | Estacional: Bolzano (inicia 7 de junio de 2024) |
| Sky Express                     | Atenas, Preveza, Salónica |
| Smartwings                      | Estacional: Bratislava, Brno, Katowice, Ostrava, Praga, Varsovia–Chopin Chárter estacional: Budapest |
| Sundair                         | Estacional: Dresden, Lübeck |
| Swiss International Air Lines   | Estacional: Ginebra |
| Trade Air                       | Chárter estacional: Liubliana |
| Transavia                       | Estacional: Ámsterdam, Nantes, Paris–Orly, Rotterdam/La Haya |
| TUI Airways                     | Estacional: Aberdeen, Belfast–Internacional, Birmingham, Bournemouth, Bristol, Cardiff, Dublin, East Midlands, Edimburgo, Exeter, Glasgow, Leeds/Bradford, Londres–Gatwick, Londres–Luton, Londres–Stansted, Mánchester, Newcastle upon Tyne, Norwich |
| TUI fly Belgium                 | Estacional: Bruselas |
| TUI fly Deutschland             | Estacional: Düsseldorf, Fráncfort, Hannover, Múnich, Núremberg, Stuttgart |
| TUI fly Netherlands             | Estacional: Ámsterdam |
| Tus Airways                     | Estacional: Lárnaca, Tel Aviv |
| Volotea                         | Estacional: Burdeos, Lille (inicia 21 de abril de 2024), Lyon, Nantes, Estrasburgo, Toulouse |
| Vueling                         | Estacional: Roma–Fiumicino |
| Wizz Air                        | Estacional: Bucarest–Otopeni, Budapest, Cluj-Napoca, Debrecen, Katowice, Milan–Malpensa, Nápoles, Roma–Fiumicino, Viena, Varsovia–Chopin |

## Estadísticas
Ver fuente y consulta Wikidata.